# Sorlița
Sorlița falu Romániában, Erdélyben, Fehér megyében.

## Fekvése
Mihoești mellett fekvő település.

## Története
Sorlița korábban Mihoești része volt, 1956-ban vált külön településsé 130 lakossal.
1966-ban 152, 1977-ben 166, 1992-ben 35, a 2002-es népszámláláskor pedig 18 román lakosa volt.